# Trichadenotecnum slossonae
Trichadenotecnum slossonae är en insektsart som först beskrevs av Banks 1903.  Trichadenotecnum slossonae ingår i släktet Trichadenotecnum och familjen storstövsländor. Inga underarter finns listade i Catalogue of Life.